# بورن اوف دم دارس
بورن اوف دم دارس (به آلمانی: Born a. Darß) یک شهر در آلمان است که در فرپومرن-روگن واقع شده‌است. بورن اوف دم دارس ۱٬۱۳۴ نفر جمعیت دارد.